# Авраам Шломо Залман Цореф
Авраам Шломо Залман Цореф (ивр. אברהם שלמה זלמן צורף, הראש"ז‎; 9 ноября 1785/7 Элула 5546, Кейданы, Великое княжество Литовское — 16 сентября 1851, Иерусалим) — раввин, деятель ашкеназского ишува в Палестине. Инициатор восстановления синагоги «Хурва» в Иерусалиме.

## Биография
Авраам Шломо Залман родился 7 Элула 5546 года по еврейскому летосчислению (9 ноября 1785 года) в Кейданах (Великое княжество Литовское) в семье раввина Якова (фамилий евреи в указанный период не носили; возможное имя деда — Товия). Получил традиционное еврейское образование, которое продолжал, уже обзаведясь женой и занимаясь торговлей.
В 1811 году, в возрасте 25 лет, Шломо Залман с женой и тремя детьми отправился из Литвы в Палестину в составе группы прушим — последователей Виленского гаона. По дороге группа на несколько месяцев задержалась в Стамбуле, где отец семейства учился ювелирному делу (ивр. צורפות‎ — «цорфут»), получая профессию, которая поможет ему прокормиться на новом месте.
Прибыв в Акру — на тот момент основной порт Палестины — прушим продолжили свой путь в Цфат, где и поселились. Шломо Залман купил дом и открыл ювелирную лавку. Он быстро выучил арабский язык и установил добрососедские отношения с местными жителями. В еврейской общине он играл одну из ведущих ролей, продолжая изучать Тору. Однако уже в 1813 году в Галилее началась эпидемия холеры, и семья Шломо Залмана вместе с ещё десятком семей бежала из Цфата в Иерусалим. Они проникли в город ночью, переодевшись в сефардские одежды. По окончании эпидемии другие цфатские евреи вернулись домой, но Шломо Залман решил остаться в Иерусалиме. Там он снова открыл ювелирную лавку и пользовался доверием местных арабских богачей. Его стремление заниматься ремеслом отличало его от многих лидеров старого ишува, предпочитавших сосредоточиться на изучении священных книг и жить на средства халукки — пожертвования из-за границы.
В этот период ашкеназское население Иерусалима было очень невелико, вплоть до того, что на молитвы с трудом удавалось собрать десять мужчин. В качестве молельного дома использовалась сукка, которую ашкеназам предоставляли сефардские евреи. Со временем ашкеназская община Иерусалима росла за счёт притока евреев из Цфата; стимулами к переезду были восстания галилейских друзов и феллахов и землетрясения. В эти годы Шломо Залман Цореф сыграл заметную роль в урегулировании сложных отношений между сефардской и ашкеназской общинами Иерусалима, вызванных опасениями сефардских лидеров, что европейские ашкеназы предпочтут жертвовать деньги своим собратьям в Иерусалиме, если тех станет достаточно много. В дальнейшем он выполнял совместные поручения обеих общин в Европе, в целях облегчения поездок получив прусское подданство. Цореф установил хорошие отношения с властями Иерусалима, в особенности в период, когда Палестина была завоёвана египетским правителем Мухаммедом Али. Представитель новой власти в Иерусалиме Ибрагим-паша опасался быть отравленным и не употреблял пищу, приготовленную поварами-мусульманами. Вместо этого ему поочерёдно готовили еду в одном из домов сефардских старейшин и в доме Шломо Залмана Цорефа. По просьбе Цорефа Ибрагим-паша однажды отправил войска на защиту евреев Хеврона, которым угрожали местные арабские повстанцы.
С ростом ашкеназской общины Иерусалима встала необходимость в устройстве постоянной синагоги. В Иерусалиме уже существовала ашкеназская синагога «Дир Шикназ», основанная Иегудой Хасидом, но для её строительства были заняты крупные суммы денег у арабов, которые не удалось отдать, и последователям Иегуды Хасида пришлось покинуть город. В 1721 году синагога была сожжена арабами, в дальнейшем получив от евреев прозвище «Хурва» (ивр. חורבה‎ — «руина»). Шломо Залман Цореф отправился в Египет, где с помощью прусского и австрийского консулов добился аудиенции у Мухаммеда Али. Египетский правитель выдал ему фирман (грамоту), запрещающий иерусалимским арабам взыскивать долги Иегуды Хасида с новой еврейской общины. Фирман передавал евреям права на землю, на которой располагалась «Хурва», и давал разрешение на её восстановление. Арабам, к тому моменту построившим на этом месте лавки, было приказано передать их евреям за денежную компенсацию.
По призыву Цорефа вся еврейская община Иерусалима приняла участие в расчистке руин на месте синагоги. В целях сбора денег на её восстановление он отправился в Англию, где получил финансовые гарантии от еврейского филантропа Мозеса Монтефиоре. Не дожидаясь окончания масштабного строительства, Цореф в середине 1830-х годов организовал постройку новой синагоги, получившей название «Менахем-Цион».
После возвращения власти над Палестиной в руки Османской империи Шломо Залман, в качестве прусского подданного, занял пост заместителя консула Пруссии в Иерусалиме. Влияние, которое ему давала эта должность, он использовал для укрепления положения еврейской общины. Продвигая идеи производительного еврейского труда, он, в частности, предпринял попытку на паях с арабами вести сельское хозяйство под Рамлой. В 1838 году, после разрушительного землетрясения в Цфате, он с группой из 40 добровольцев отправился из Иерусалима для оказания помощи пострадавшим.
Будучи одним из лидеров еврейского ишува в Иерусалиме, Цореф старался поддерживать хорошие отношения с арабским населением, для чего, в частности, ежегодно подносил «подарки» семьям, претендовавшим на землю, на которой стояла синагога. Эта практика прекратилась, когда ашкеназская община выросла в размерах и контроль над её средствами получили новые люди. В результате враждебное отношение к Шломо Залману со стороны арабов усилилось, и на его жизнь начались покушения. В ходе одного из покушений молодой араб стрелял в него ночью через окно его дома, а при попытке скрыться упал в цистерну с кунжутным маслом и захлебнулся. Через год Цореф, шедший по улице на утреннюю молитву, получил от другого араба удар саблей по затылку. После этого он несколько месяцев пролежал дома без сознания, придя в себя только в день смерти — 16 сентября 1851 года — и успев перед смертью попрощаться с семьёй и друзьями. Иерусалимские сефарды поначалу не хотели позволить хоронить Цорефа на сефардском кладбище прежде, чем будут выплачены все его долги. Похороны стали возможными только после решительного вмешательства раввина Шмуэля Саланта. Восстановление синагоги «Хурва» было закончено через 14 лет после его смерти.
Шломо Залман Цореф был похоронен на Масличной горе в Иерусалиме, неподалёку от гробницы Захарии. Когда после арабо-израильской войны 1948—1949 годов кладбище оказалось на территории Иордании, надгробие на его могиле было уничтожено и восстановлено только после перехода Восточного Иерусалима под контроль Израиля. Память Шломо Залмана Цорефа увековечена также на плитах мемориала на горе Герцля. Он признаётся Израилем как первая жертва межнационального террора.

## Семья
Потомки Авраама Шломо Залмана Цорефа взяли в качестве фамилии европейскую форму его личного имени — Саломон, но в первом поколении к ней ещё добавлялось название его профессии — Цореф. От жены Хаси (умерла в 1865 году) у него были четверо детей. Старший сын, Мордехай Цореф-Саломон, был одним из пионеров еврейского сельского хозяйства и промышленности в Палестине в Новое время, а его сын, Йоэль Моше Саломон, входил в число основателей Петах-Тиквы и новых еврейских кварталов Иерусалима (в частности, им был основан квартал Нахалат-Шива за стенами Старого города). Кроме Мордехая, у Шломо Залмана было ещё двое сыновей (Моше и Ицхак, занимавший руководящую должность во время восстановления синагоги «Хурва») и дочь Мирьям — жена раввина Авраама Ицхака Трахтенберга.